# Vaidas Baumila
Vaidas Baumila (Vilnius, 28 maart 1987) is een Litouwse zanger.

## Biografie
Vaidas Baumila raakte bekend in eigen land door in 2005 derde te eindigen in Dangus, een talentenjacht op TV3. In 2014 nam hij deel aan Eurovizijos, de Litouwse preselectie voor het Eurovisiesongfestival. Hij stootte door naar de finale, alwaar hij als derde eindigde. In 2015 was het wel raak. Hij won samen met Monika Linkytė de nationale preselectie, waardoor ze samen Litouwen mochten vertegenwoordigen op het Eurovisiesongfestival 2015, dat in de Oostenrijkse hoofdstad Wenen werd gehouden. Daar brachten ze This time ten gehore. Ze haalden er de finale mee en bereikten daarin de 18de plaats.
1994: Ovidijus Vyšniauskas · 
1999: Aistė Smilgevičiūtė · 
2001: Skamp · 
2002: Aivaras · 
2004: Linas & Simona · 
2005: Laura & The Lovers · 
2006: LT United · 
2007: 4Fun · 
2008: Jeronimas Milius · 
2009: Sasha Son · 
2010: InCulto · 
2011: Evelina Sašenko · 
2012: Donny Montell · 
2013: Andrius Pojavis · 
2014: Vilija Matačiūnaitė · 
2015: Monika Linkytė & Vaidas Baumila · 
2016: Donny Montell · 
2017: Fusedmarc · 
2018: Ieva Zasimauskaitė · 
2019: Jurijus Veklenko · 
2021: The Roop · 
2022: Monika Liu · 
2023: Monika Linkytė · 
2024: Silvester Belt · 
2025: Katarsis
- Gemeinsame Normdatei: 1289432325
- International Standard Name Identifier: 0000 0004 6279 001X
- MusicBrainz: b2169a86-1887-469a-b194-281fd9aceeeb
- Virtual International Authority File: 94154260893024480008